# 高万能
高万能（1953年—），贵州思南人，土家族，中华人民共和国政治人物、第十一届全国人民代表大会贵州地区代表。
毕业于贵州省委党校在职研究生班政治学专业，是中共党员。担任贵州民族学院党委书记。2008年起担任全国人大代表。